# Hantsport
Hantsport est une ville canadienne située dans le Comté de Hants en Nouvelle-Écosse.
Au recensement de 2006, on y a dénombré 1 191 habitants.